# Maximització de la utilitat
La teoria de la Maximització de la utilitat estableix el següen principi: D'acord amb els postulats de l'escola neoclàssica un consumidor racional tractarà d'obtenir la màxima utilitat del seu ingrés disponible. Així el consumidor triarà aquella combinació de béns tals que les utilitats marginals dividides dels preus siguin totes iguals. Això significa que, partint de la premissa que la utilitat marginal és decreixent, la maximització de la utilitat sobrevé quan l'últim esforç necessari per a obtenir el benefici és exactament igual al benefici obtingut, moment a partir del qual la unitat de benefici requerirà un esforç major que el benefici en si mateix, de manera que no valdrà la pena aquest esforç.